# Arie van Gemert

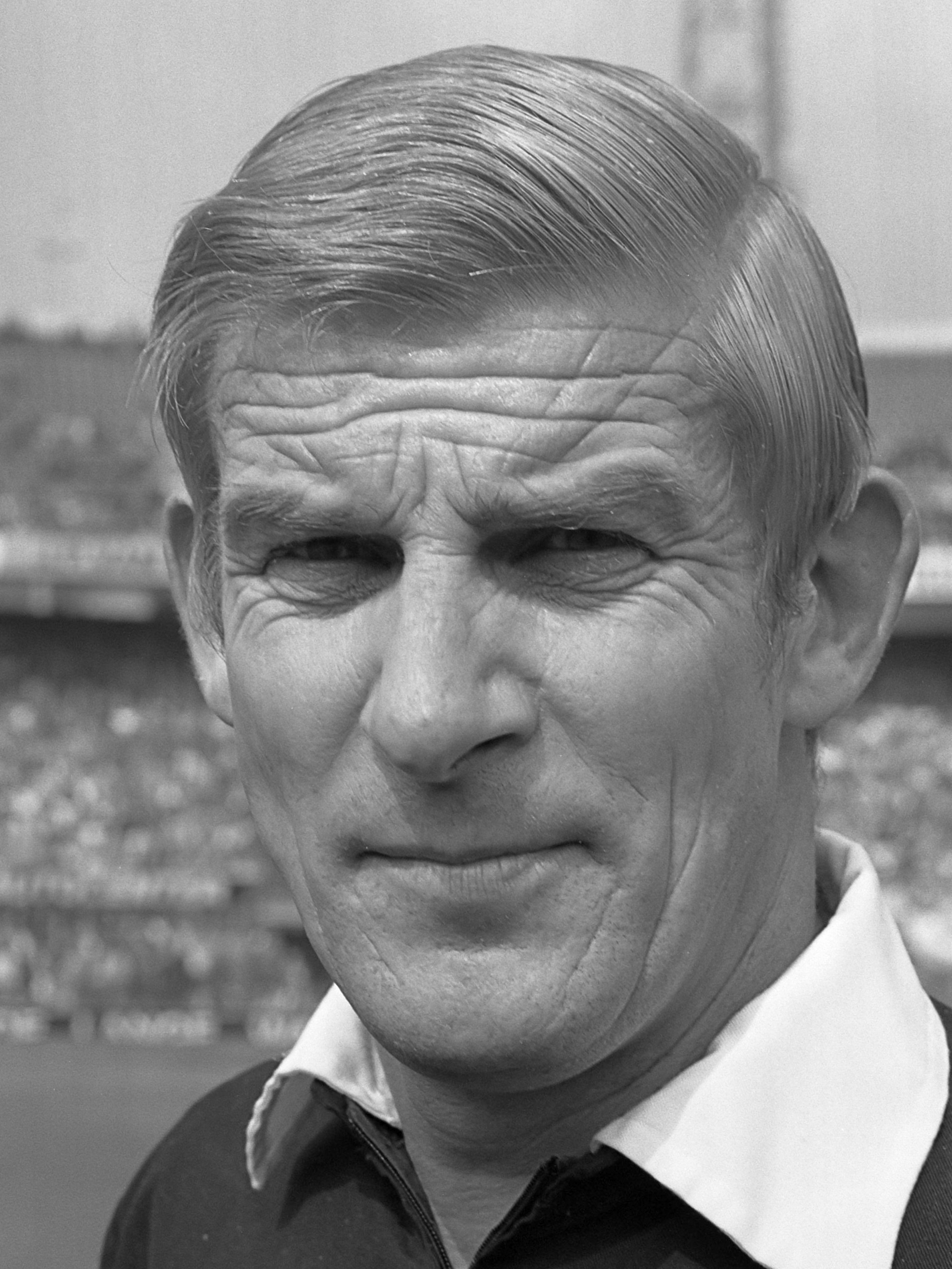
Arie van Gemert (1972)

Arie van Gemert (Dubbeldam, 23 maart 1929 – 15 juni 2024) was een Nederlands voetbalscheidsrechter.
Van Gemert speelde zeventien jaar als doelman bij ODS Dordrecht voor hij zich op het fluiten richtte. In 1956 werd hij amateurscheidsrechter en sinds 1962 floot hij profwedstrijden. Hij floot onder andere de finale van de KNVB Beker in 1974. Van 1967 tot 1975 was hij internationaal actief. Van Gemert floot de finale van de Europacup II in 1974. Op het wereldkampioenschap voetbal 1974 floot hij één wedstrijd.
Ook bekend werd hij door een akkefietje met Feyenoord-speler Piet Romeijn in 1969, wat uiteindelijk zou leiden tot het onder voetbalsupporters lange tijd zeer bekende scheldwoord hondenlul. Nadat tegenstander FC Twente in de laatste minuut uit een omstreden hoekschop had gescoord, riep Romeijn richting Van Gemert de woorden 'je wordt bedankt, hondenlul'. Ondanks dat Romeijn zelf beweerde dat hij het woord 'onbenul' gebruikte, werd Romeijn door de KNVB gestraft met een boete van 350 gulden.
Van Gemert was getrouwd en had één dochter, die vlak voor zijn eigen overlijden in juni 2024 overleed, en twee kleindochters.